# Dietrichshof
Dietrichshof ist ein Gemeindeteil des Marktes Neuhof an der Zenn im Landkreis Neustadt an der Aisch-Bad Windsheim (Mittelfranken, Bayern). Dietrichshof liegt in der Gemarkung Neuhof an der Zenn.

## Geografie
Südlich der Einöde fließt der Feuerbach, ein linker Zufluss der Zenn. 0,75 km südöstlich des Ortes erhebt sich der Hirschberg. Ein Anliegerweg führt zur Staatsstraße 2413 bei Adelsdorf (1 km nordöstlich).

## Geschichte
Der Hof wurde 1727 von Johann Adam Dietrich aus Neuhof errichtet und nach ihm „Dietrichshoffen“ benannt.
Gegen Ende des 18. Jahrhunderts bestand Dietrichshof aus einem Anwesen. Das Hochgericht übte das brandenburg-bayreuthische Stadtvogteiamt Markt Erlbach aus. Der Hof hatte das Kastenamt Neuhof als Grundherrn.
Von 1797 bis 1810 unterstand der Ort dem Justizamt Markt Erlbach und Kammeramt Neuhof. Im Rahmen des Gemeindeedikts wurde Dietrichshof dem 1811 gebildeten Steuerdistrikt Neuhof an der Zenn und der 1813 gegründeten Munizipalgemeinde Neuhof an der Zenn zugeordnet. Mit dem Zweiten Gemeindeedikt (1818) erfolgte die Umgemeindung in die neu gegründete Ruralgemeinde Adelsdorf. Bereits am 4. Januar 1824 wurde diese wieder nach Neuhof eingemeindet.

### Baudenkmal
- Haus Nr. 103.[9] Eingeschossiges Wohnstallhaus, vermutlich 1689. Im Fachwerk aufgestockt: „1923 Heinrich Heinlein“. Erdgeschoss massiv, Kellerhals mit rundbogiger Tür an der Südfassade, Anschlag. Giebel aus Fachwerk. Im profilierten Türsturz „I“(ohann) „K“(onrad) „D“(ietrich) „I“(ohann) „16 E“(rnst) „89 Sp“(erber), verderbt. – Am Stadel Eckquader mit Inschrift: „Hat erbaut Joh. Michael Stigler / wurde durch einen Mordbrenner den / 14 Juni abgebrant wieder aufgericht / den 21 Juli 1823 von J“(ohann) „B“(althasar) „Auerochs“. Konstruktiver Fachwerkgiebel.[10][11]

### Einwohnerentwicklung
| Jahr      | 001818 | 001840 | 001861 | 001871 | 001885 | 001900 | 001925 | 001950 | 001961 | 001970 | 001987 | 002017 |
| Einwohner | 5      | 8      | 8      | 7      | 10     | 5      | 7      | 8      | 5      | 6      | 2      | 4      |
| Häuser    | 1      | 1      |        |        | 1      | 1      | 1      | 1      | 1      |        | 1      |        |
| Quelle    | [ 13 ] | [ 14 ] | [ 15 ] | [ 16 ] | [ 17 ] | [ 18 ] | [ 19 ] | [ 20 ] | [ 21 ] | [ 22 ] | [ 23 ] | [ 1 ]  |

## Religion
Der Ort ist evangelisch-lutherisch geprägt und bis heute nach St. Thomas (Neuhof an der Zenn) gepfarrt. Die Katholiken gehören zur Kirchengemeinde Maria Namen (Markt Erlbach), die ursprünglich eine Filiale von St. Michael (Wilhermsdorf) war und seit 2019 eine Filiale von St. Johannis Enthauptung (Neustadt an der Aisch) ist.